# Uniontown (Ohio)
Uniontown – jednostka osadnicza w Stanach Zjednoczonych, w stanie Ohio, w hrabstwie Stark.